# Liste der Kulturdenkmäler in Hartmannshain
Die folgende Liste enthält die in der Denkmaltopographie ausgewiesenen Kulturdenkmäler auf dem Gebiet des Ortsteils Hartmannshain der Gemeinde Grebenhain, Vogelsbergkreis, Hessen.
Hinweis: Die Reihenfolge der Denkmäler in dieser Liste orientiert sich an der Anschrift, alternativ ist sie auch nach der Bezeichnung oder der Bauzeit sortierbar.
Kulturdenkmäler werden fortlaufend im Denkmalverzeichnis des Landes Hessen durch das Landesamt für Denkmalpflege Hessen auf Basis des Hessischen Denkmalschutzgesetzes (HDSchG) geführt. Die Schutzwürdigkeit eines Kulturdenkmals hängt nicht von der Eintragung in das Denkmalverzeichnis des Landes Hessen oder der Veröffentlichung in der Denkmaltopographie ab.

| Bild                                     | Bezeichnung                      | Lage                                                                   | Beschreibung | Bauzeit   | Objekt-Nr. |
| ---------------------------------------- | -------------------------------- | ---------------------------------------------------------------------- | --- | --------- | ---------- |
| Bild gesucht BW                          |                                  | An der Kalten Buche 1 LageFlur: 5, Flurstück: 141                      | Sachteile Haustür und Grabstein |           |            |
| Direkt Bild zu diesem Denkmal hochladen  | Laufbrunnen, Tränke              | Brunnenstraße o. Nr. Flur: 5, Flurstück: 114                           | Viehtränke, um 1900 errichtet |           |            |
| Bild gesucht BW                          | Ehemaliger Bahnhof Hartmannshain | Lauterbacher Straße 5 LageFlur: 5, Flurstück: 65/4                     | Stationsgebäude an der 1906 eröffneten Vogelsbergbahn |           |            |
| Bild gesucht BW                          |                                  | Lauterbacher Straße 7 und 9 LageFlur: 5, Flurstück: 65/7, 65/8         | Bahnbedienstetenhaus für 4 Familien, um 1906 errichtet |           |            |
| Bild gesucht BW                          |                                  | Mittelweg 5 LageFlur: 5, Flurstück: 82/1                               | Streckhof, möglicherweise im beginnenden 19. Jahrhundert errichtet |           |            |
| Bild gesucht BW                          | Friedhof                         | Mittelweg 17 LageFlur: 1, Flurstück: 91                                | Friedhof mit Basaltmauer, Gefallenendenkmal und Grabstele von 1736 |           |            |
| Bild gesucht BW                          | Ehemalige Schule                 | Querweg 2 LageFlur: 5, Flurstück: 78                                   | Ehemaliges Schulhaus (1888–1966), 1887–1888 errichtet | 1887–1888 |            |
| Bild gesucht BW                          | Back- und Gemeindehaus           | Sackgasse 4 LageFlur: 5, Flurstück: 84                                 | im frühen 19. Jahrhundert erbaut, um 1970 verändert |           |            |
| Brücke über die ehemalige Vogelsbergbahn | Bogenbrücke                      | Außerhalb der Ortslage (Weißer Stein Weg) LageFlur: 5, Flurstück: 47/1 | Die Brücke wurde als Wegüberführung über die Vogelsbergbahn errichtet. Vom Abriss bedroht, wurde sie von einem Verein gerettet, der dafür gegründet wurde und die erforderlichen Mittel einwarb. Diese Initiative erhielt den „Ehrenamtspreis“ des Hessischen Denkmalschutzpreises 2022. | 1905/06   |            |